# Kayky Brito
Kayky Fernandes de Brito (São Paulo, 6 de outubro de 1988) é um ator brasileiro.

## Biografia
Sua estreia como ator foi no espetáculo musical 'Marcelo Marmelo Martelo' em 1998 como Caloca. Em 2000 estreou na novela infantil Chiquititas exibida pelo SBT, interpretando Fabrício. Em 2002, foi para a Globo, onde desempenhou o papel do protagonista Zeca na novela adolescente O Beijo do Vampiro. Em 2003 esteve em Chocolate com Pimenta, onde interpretou a estranha menina Bernadete, um garoto que foi criado como se fosse menina sem que ninguém soubesse a verdade e que, no fim da trama, é revelado a verdade, passando a se chamar Bernardo. No mesmo ano participou ainda do filme Xuxa Abracadabra. Em 2004, participou da novela Começar de Novo como Roberto. Em 2005, interpretou o encrenqueiro atrapalhado Gumercindo em Alma Gêmea.
Em 2007 interpretou o motoboy Jonas em Sete Pecados, primeiro personagem em sua vida adulta. Em 2006 interpretou o valentão Nicolas em Cobras & Lagartos e, em 2008, o surfista Paulinho em Três Irmãs. Teve ainda uma participação em Dicas de Um Sedutor e em Casos e Acasos. Na novela Passione, desempenhou o papel de Sinval. Em 2010 estrelou os filmes Desenrola, de Rosane Svartman e Dores e Amores, do diretor Ricardo Pinto. Em 2011 iniciou uma turnê pelo Brasil com a peça teatral Fica Frio, de Mario Bortolotto. Em 2012 foi convidado para interpretar Jesus Cristo na 16.ª Encenação da Paixão de Cristo da cidade de São Paulo, para um público de 30 mil pessoas. Também esteve no filme polonês Finding Josef. Em 2012 se mudou para Malibu, nos Estados Unifos, para estudar cinema. Em 2014 retornou ao Brasil para interpretar o médico viciado em remédios Israel em Alto Astral, seu primeiro personagem adulto. Em 2017 interpretou o submisso príncipe Evil-Merodaque em O Rico e Lázaro, na RecordTV.
Em 2018 esteve em dois filmes estrangeiros: Karaoke Noir: the End of Fun e American Thief. Em 2019 interpreta o golpista mau-caráter Candé em Verão 90.

## Vida pessoal
É irmão da atriz Sthefany Brito. É pai de Kael Brito, nascido em 07 de dezembro de 2021, fruto do seu atual relacionamento com Tamara Dalcanale.

### Acidente
No dia 2 de setembro de 2023, o ator foi atropelado na Barra da Tijuca enquanto voltava para seu carro para pegar algo, junto com ele estava o ator Bruno De Luca, quem não prestou socorro. Kayky sofreu um politrauma corporal e traumatismo craniano.

## Filmografia

### Televisão
| Ano  | Título                        | Personagem                                   | Notas                                 |
| ---- | ----------------------------- | -------------------------------------------- | ------------------------------------- |
| 2000 | Chiquititas                   | Fabrício Castelli                            | Temporada 5                           |
| 2002 | O Beijo do Vampiro            | José Carlos Marques (Zeca)                   |                                       |
| 2003 | Chocolate com Pimenta         | Bernadete Canto e Mello / Bernardo           |                                       |
| 2004 | A Diarista                    | Duda                                         | Episódio: "Parece Mas Não É"          |
| 2004 | Começar de Novo               | Roberto Castro Teles Oliveira (Betinho)      |                                       |
| 2005 | Alma Gêmea                    | Gumercindo Parreira                          |                                       |
| 2006 | Cobras & Lagartos             | Nicolas Salgado Munhoz                       |                                       |
| 2007 | Sete Pecados                  | Jonas Meira (Xongas)                         |                                       |
| 2008 | Dicas de um Sedutor           | Douglas                                      | Episódio: "Quem Perde, Ganha!"        |
| 2008 | Três Irmãs                    | Paulo Fernando Áquila (Paulinho)             |                                       |
| 2010 | Passione                      | Sinval Gouveia                               |                                       |
| 2013 | Malhação: Intensa Como a Vida | Ricardão                                     | Episódio: "10–20 de junho"            |
| 2013 | Super Chef Celebridades       | Participante                                 | Temporada 2                           |
| 2014 | Alto Astral                   | Israel Pereira                               |                                       |
| 2016 | Saltibum                      | Participante                                 | Temporada 3                           |
| 2017 | O Rico e Lázaro               | Evil-Merodaque                               |                                       |
| 2019 | Verão 90                      | Carlos André Almeida de Castro Gomes (Candé) |                                       |
| 2021 | Gênesis                       | Omar                                         | Fase: "Jornada de Abraão"             |
| 2024 | Família É Tudo                | Memo                                         | Episódios: "17 de julho–22 de agosto" |

### Cinema
| Ano  | Título                       | Personagem           | Notas          |
| ---- | ---------------------------- | -------------------- | -------------- |
| 2003 | Xuxa Abracadabra             | Gato de Botas        |                |
| 2004 | Peter Pan                    | Peter Pan            | Dublagem       |
| 2006 | O Senhor dos Ladrões         | Scipio               | Dublagem       |
| 2007 | Remissão                     | Marcos (adolescente) |                |
| 2008 | O Menino Quadradinho         | Gabriel              | Curta-metragem |
| 2010 | Desenrola                    | Rafa                 |                |
| 2010 | Dores e Amores               | Gus                  |                |
| 2012 | Finding Josef                | Neil                 |                |
| 2018 | Karaoke Noir: the End of Fun | Scab                 |                |
| 2018 | American Thief               | Scott                |                |
| 2019 | Socorro, Virei Uma Garota!   | Alexandre            |                |
| 2022 | Passos                       | Thiago               | Curta-metragem |
| 2023 | Jasmine the Movie            | Pedro                | Curta-metragem |
| 2024 | Cedo Demais                  | Narciso              | [ 33 ]         |

### Internet
| Ano  | Título                      | Personagem | Notas                          |
| ---- | --------------------------- | ---------- | ------------------------------ |
| 2016 | Totalmente Sem Noção Demais | Repórter   | Episódio: "A Santa do Pão Oco" |

## Teatro
| Ano  | Título                               | Personagem   |
| ---- | ------------------------------------ | ------------ |
| 1998 | Marcelo Marmelo Martelo              | Caloca       |
| 2003 | É o Bicho: A Ordem Natural das Coisa | Pedrinho     |
| 2004 | Vila de São Vicente 472 anos         | Nestor       |
| 2011 | Fica Frio                            | Mauricio     |
| 2012 | Paixão de Cristo de Interlagos       | Jesus Cristo |
| 2016 | Dois Perdidos Numa Noite Suja        | Paco         |

## Prêmios
- 2003 - Ator revelação em O Beijo do Vampiro no 5.º Prêmio Contigo
- 2003 - Ator Mirim - Melhores do ano TV Globo Faustão
- 2008 - 7.º Prêmio Jovem Brasileiro